# 蒙特克莱 (加利福尼亚州)
蒙特克莱（英語：Montclair），是美国加利福尼亚州圣贝纳迪诺县下属的一座城市。位于洛杉矶以东约33英里，为内陆帝国的一部分。1897年开埠，1956年4月25日正式建市。面积大约为5.52平方英里（14.3平方公里）。市北的10号州际公路贯穿了整个城市。

## 人口统计
根据2010年美国人口普查，该市有人口36664人。其中白人19337人（52.7%）, 非裔1908人（5.2%），美洲原住民434人（1.2%），亚裔3425人（9.3%），太平洋岛裔74（0.2%），其他9882（27.0%），两种以上族裔为1604人（4.4%）。西语裔或拉丁裔为25744人（70.2%）。

## 历史
早期为印第安Serrano部落的栖息地。1897年，在该市的边境上建立了一个叫Marquette的小镇。1900年，洛杉矶的土地开放商Emil Firth规划了约1000英亩的土地并命名其为Monte Vista。1907年在南边又建立了一个叫做Narod的定居点。二战后有大批人口移入本地定居，并于1956年4月25日独立成市。为了与北加州的同名社区区分开来，该市于1958年4月8日改名为今天的名字Montclair。